# Городне (Курська область)
Городне (рос. Городное) — присілок в Желєзногорському районі Курської області Російської Федерації.
Населення становить 304 особи. Входить до складу муніципального утворення Городновська сільрада.

## Історія
Населений пункт розташований на території українського етнічного та культурного краю Східна Слобожанщина.
Від 2004 року входить до складу муніципального утворення Городновська сільрада.

## Населення
| 1866 | 1926 | 1979 | 2002 | 2010 |
| ---- | ---- | ---- | ---- | ---- |
| 266  | ↗286 | ↘205 | ↗341 | ↘304 |